# Marta Baldó
Marta Baldó Marín (La Vila Joiosa, 8 aprile 1979) è un'ex ginnasta spagnola.
È insieme a Bito Fuster, Lorea Elso e Stele Giménez, la ginnasta ritmica spagnola con più medaglie mondiali, 8 in totale.

## Palmarès

### Olimpiadi
- 1 medaglia:
  - 1 oro (Atlanta 1996 nel concorso a squadre)

### Mondiali
- 8 medaglie:
  - 2 ori (Vienna 1995 nel gruppo - 3 palle e 2 nastri; Budapest 1996 nel gruppo - 3 palle e 2 nastri)
  - 4 argenti (Parigi 1994 nel gruppo - concorso completo; Vienna 1995 nel gruppo - 5 cerchi; Vienna 1995 nel gruppo - concorso completo; Budapest 1996 nel gruppo - concorso generale)
  - 2 bronzi (Parigi 1994 nel gruppo - 6 corde; Parigi 1994 nel gruppo - 4 cerchi e 2 clavette)

### Europei
- 3 medaglie:
  - 1 argento (Praga 1995 nel gruppo - 3 palle e 2 nastri)
  - 2 bronzi (Praga 1995 nel gruppo - concorso generale; Praga 1995 nel gruppo - 5 cerchi)